# Falcata

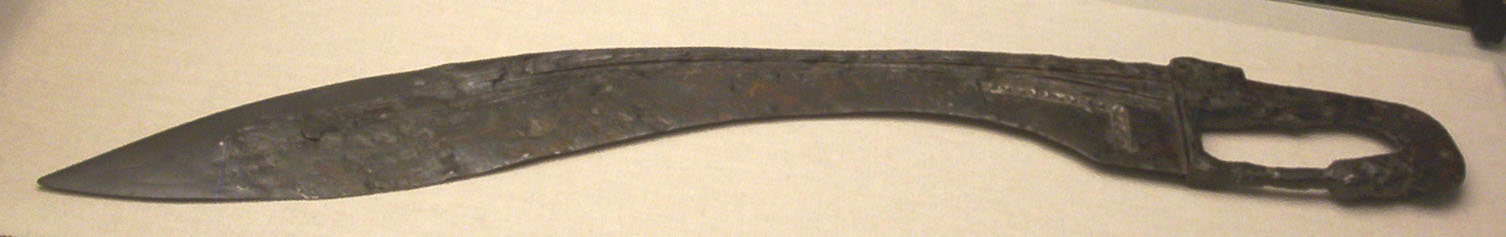
Falcata del siglo IV a. C., en el Museo Arqueológico Nacional (Madrid)

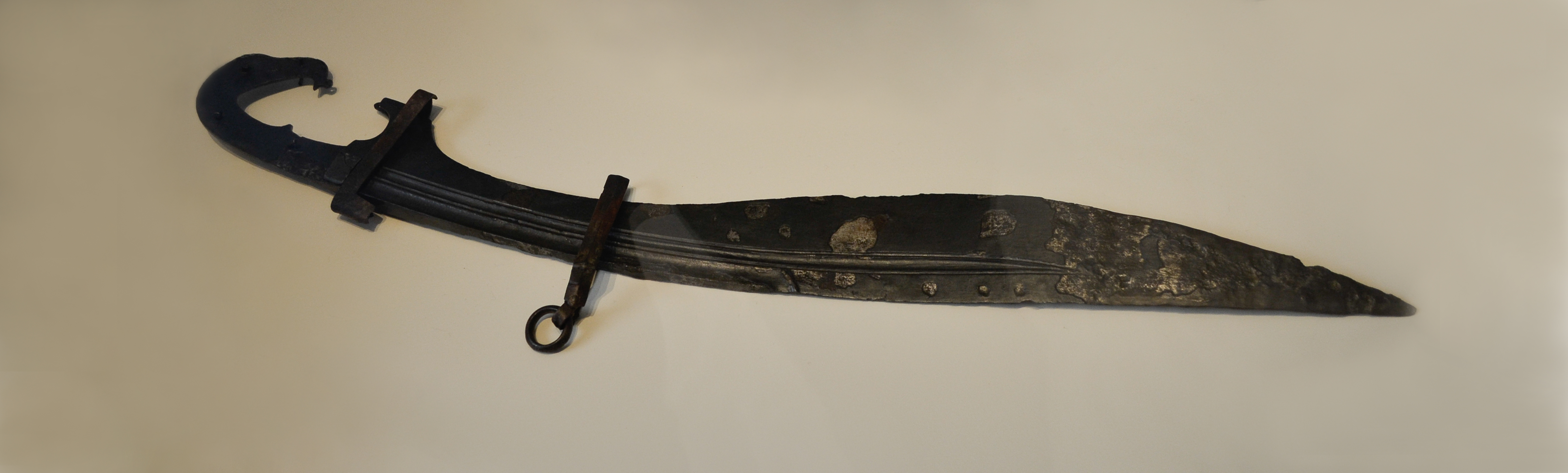
Falcata procedente de la Necrópolis de Los Collados (Almedinilla). Final del - principio del Museo Arqueológico Nacional de España.

La falcata es una espada de filo curvado originaria de la Iberia prerromana. Su uso está históricamente asociado con las poblaciones del sureste de la península ibérica durante la conquista de Hispania, donde constituye una de las armas blancas nativas más emblemáticas de la Antigüedad.

## Nombre
Se desconoce la manera en que los antiguos llamaban a esta arma, ya que falcata no es el nombre original ibero ni un apelativo utilizado en las fuentes clásicas, sino un término inventado por Fernando Fulgosio en pleno siglo XIX en referencia a la forma de su hoja. El término en sí deriva de falcatus, -a, -um, voz latina que significa falconada, es decir, en forma de halcón o provisto de una hoz. En el vocabulario clásico sí existía el término ensis falcatus para designar un tipo de espada, pero este se trataba del falx dacio o el harpē griego, no la espada homónima hispana.
Séneca y Polibio hablan de las espadas nativas ibéricas como machaera o machaera hispaniensis, lo que sugiere que se referían a la falcata debido al indudable parecido y posible relación histórica de esta con la espada griega makhaira. Sin embargo, Polibio también utiliza el término machaera para designar a las espadas rectas usadas por los galos y los propios romanos. Esto, unido al hecho de que en Iberia también se utilizaba una espada recta, la cual era popular entre los mercenarios celtíberos a sueldo de Aníbal y cuyo diseño inspiraría el gladio romano (atrayéndole el apelativo de gladius hispaniensis), supone que su identificación nominal sea difícil aun en las crónicas históricas.

## Características

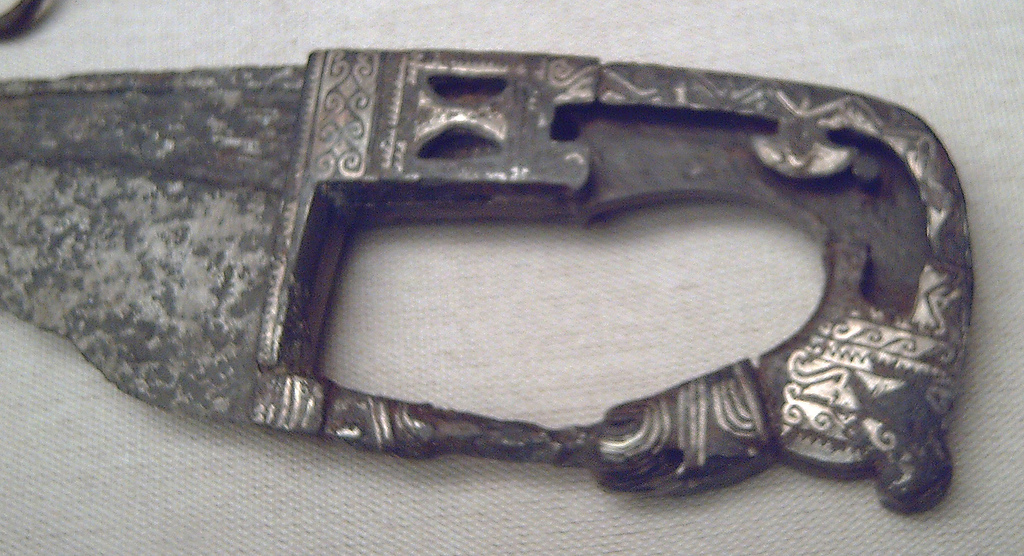
Empuñadura de la falcata de Almedinilla, siglo IV o III a. C., en el Museo Arqueológico Nacional (Madrid)

La falcata posee una hoja curva y asimétrica, típicamente de un solo filo, cuyo contorno gira hacia delante de manera cóncava antes de retroceder de nuevo hacia el eje de simetría en la punta. Esta forma sitúa el centro de gravedad de la espada hasta la mitad aproximadamente de la hoja y eleva el punto de corte más cerca de la punta, lo que maximiza la potencia de cada tajo sin llegar a desequilibrarlo. Presenta a veces acanaladuras en el borde no cortante que permiten aligerar el peso del arma, así como decoraciones en damasquinado o ataujía, rellenando las incisiones realizadas previamente en la hoja con hilos de plata.
La empuñadura, tan característica como la hoja, es pequeña y de una sola mano, y se encuentra desplazada normalmente hacia un lado respecto al eje de la espada. Su forma abraza la mano del usuario en una curva similar a un gancho, a veces uniéndose de nuevo a la hoja con una cadenilla o remache para formar una guarda completa. Suele contar con cachas de hueso o marfil y un pomo en forma de cabeza de caballo o grifo.
La forma y disposición de la falcata la vuelven un arma eminentemente cortante, tarea en la que se desempeña con gran eficacia respecto a otras clases de espadas. Sin embargo, la frecuente presencia de contrafilo (el filo del borde contrario al filo principal, que ocupa cerca del tercio más próximo a la punta) en los ejemplares recuperados parece apuntar a que también es posible un uso limitado como arma de estocada.

## Historia

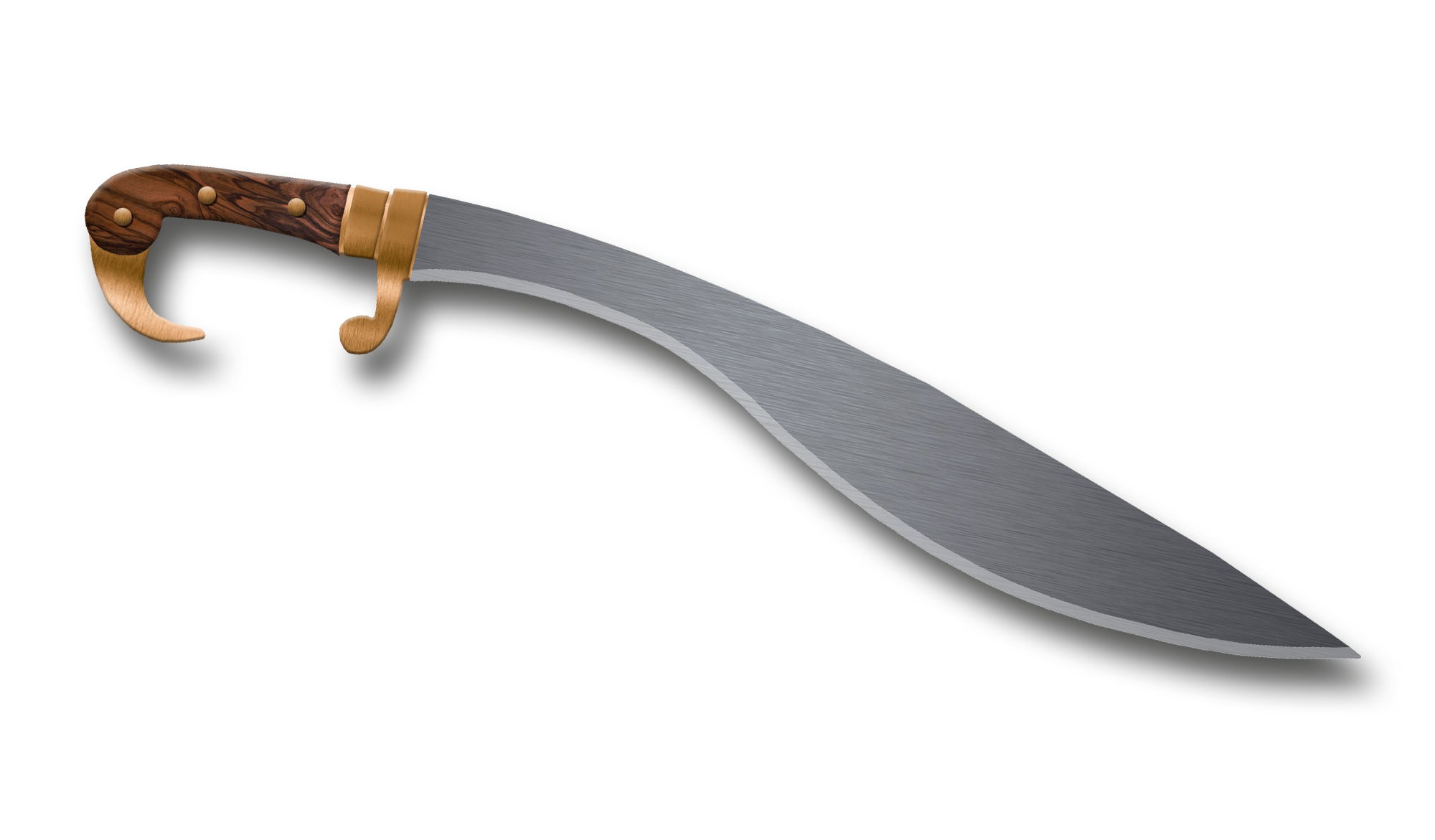
Kopis griego

El origen y la evolución de la falcata son materias desconocidas, pero hay tres teorías que tratan de rellenar este hueco. Según la primera, provendría de los cuchillos curvados de la cultura de Hallstatt que se extendieron por toda Europa; la segunda, quizá la más popular, postula que la falcata proviene de armas similares de origen griego, como la makhaira o kopis, las cuales habrían sido introducidas en la península ibérica por medio del comercio heleno y fenicio alrededor de los siglos V y VI a. C., y la última, aunque menos sostenida, tendría a la falcata como un arma de creación indígena ibera.
Contrariamente a la creencia popular, la falcata no era un arma propia de toda la península ibérica, sino que su uso se concentraba en las regiones iberas del sureste de Hispania. En el resto del territorio peninsular- parecen haber sido más populares las espadas rectilíneas de ascendencia celta de La Tène, sobre todo el gladius hispaniensis, que sería adoptado por los romanos y se convertiría en su propia arma icónica. Aun así, se han encontrado ocasionalmente ejemplares de falcatas en regiones de cierta disparidad, probablemente como consecuencia del comercio o el saqueo de los territorios costeros, lo que ha contribuido a cimentar su lugar en la cultura popular como la espada por excelencia de la antigua Hispania.
El uso de la falcata se mantuvo al menos hasta entrada la época de Quinto Sertorio, cuando la influencia de la romanización causó su abandono por el gladio romano de origen celtíbero.

## Calidad y manufactura
La calidad del hierro que servía para la construcción de las armas hispánicas fue alabada por los cronistas romanos, que quedaron sorprendidos por su capacidad de corte y su flexibilidad, una de las características más estimadas y buscadas en su manufactura. El hierro se sometía a un tratamiento de oxidación (enterrando las planchas bajo el suelo entre dos y tres años), eliminando así las partes más débiles de este, y la hoja se realizaba forjando tres láminas y uniéndolas en caliente, de las cuales la central presentaba una prolongación para la empuñadura.
Como nota curiosa que refleja la efectividad de estas armas queda el hecho de que, tras las primeras batallas en la península ibérica, se dio la orden a las tropas romanas de reforzar con hierro los bordes de sus escudos, posiblemente para contrarrestar la potencia de corte de las falcatas, más eficiente que la de las espadas rectas.

## En la cultura popular
En la serie de televisión española de 2010 Hispania, la leyenda, Viriato y su pueblo utilizan falcatas. Este aspecto de la serie ha sido considerado un importante error historiográfico, no solo porque la falcata no era un arma propia de los lusitanos, sino también porque su factura se retrata en la serie como un proceso de fabricación en masa, en lugar de a medida de cada guerrero, tal y como está documentado.